# Liste der Nummer-eins-Hits in Belgien (1988)
Diese Liste enthält alle Nummer-eins-Hits in Belgien im Jahr 1988. Es gab in diesem Jahr 22 Nummer-eins-Singles.
| Singles |
| --- |
| - George Michael – Faith - 6 Wochen (28. November 1987 – 8. Januar 1988) - George Harrison – Got My Mind Set on You - 1 Woche (9. Januar – 15. Januar) - Nina Simone – My Baby Just Cares for Me - 1 Woche (16. Januar – 22. Januar) - T’Pau – China in Your Hand - 3 Wochen (23. Januar – 12. Februar) - Bill Medley & Jennifer Warnes – (I’ve Had) The Time of My Life - 7 Wochen (13. Februar – 1. April) - Billy Ocean – Get Outta My Dreams, Get into My Car - 2 Wochen (2. April – 15. April) - Eddy Grant – Gimme Hope Jo'anna - 6 Wochen (16. April – 27. Mai) - Mory Kanté – Yé ké yé ké - 3 Wochen (28. Mai – 17. Juni) - Fleetwood Mac – Everywhere - 1 Woche (18. Juni – 24. Juni) - Glenn Medeiros – Nothing’s Gonna Change My Love for You - 2 Wochen (25. Juni – 8. Juli) - Michael Jackson – Dirty Diana - 3 Wochen (9. Juli – 29. Juli) - Tracy Chapman – Fast Car - 2 Wochen (30. Juli – 12. August) - The Fat Boys & Chubby Checker – The Twist - 1 Woche (13. August – 19. August) - Salt ’n’ Pepa – Push It - 1 Woche (20. August – 26. August) - The Pasadenas – Tribute (Right On) - 3 Wochen (27. August – 16. September) - Sam Brown – Stop - 1 Woche (17. September – 23. September, insgesamt 3 Wochen) - Louis Armstrong – What a Wonderful World - 1 Woche (24. September – 30. September) - Yazz & the Plastic Population – The Only Way Is Up - 1 Woche (1. Oktober – 7. Oktober, insgesamt 2 Wochen) - Sam Brown – Stop - 2 Wochen (8. Oktober – 21. Oktober, insgesamt 3 Wochen) - Yazz & the Plastic Population – The Only Way Is Up - 1 Woche (22. Oktober – 28. Oktober, insgesamt 2 Wochen) - Phil Collins – A Groovy Kind of Love - 2 Wochen (29. Oktober – 11. November) - Womack & Womack – Teardrops - 3 Wochen (12. November – 2. Dezember) - Wee Papa Girl Rappers – Wee Rule - 2 Wochen (3. Dezember – 16. Dezember) - Enya – Orinoco Flow (Sail Away) - 4 Wochen (17. Dezember 1988 – 13. Januar 1989) |

Siehe auch: Nummer-eins-Hits 1988 in  Australien, Dänemark, Deutschland, Finnland, Frankreich, Irland, Italien, Japan, Kanada, Neuseeland, den Niederlanden, Norwegen, Österreich, Schweden, der Schweiz, Spanien, den Vereinigten Staaten und im Vereinigten Königreich.